# 愛と野望のナイル
『愛と野望のナイル』（あいとやぼうのナイル、原題：Mountains of the Moon）は、1990年制作のアメリカ合衆国の映画。
19世紀半ば、ナイル川の源流を求めて過酷な旅をした2人の実在のイギリス人探検家リチャード・フランシス・バートンとジョン・ハニング・スピークの物語。

## あらすじ
1850年代、大英帝国は領土拡大の野心に燃え、アフリカ最深部ナイル川の源流発見に莫大な懸賞をかけていた。
　1854年ソマリア。ナイル探検で名を上げていた探検家リチャード・フランシス・バートンの探検隊に、探検に憧れていた軍人ジョン・ハニング・スピークが合流する。しかし探検隊は原住民の攻撃を受け、二人とも重傷を負ってしまったのだが、バートンとスピークは友情の絆で結ばれるようになった。
　1857年、二人は再度、ナイルの源流を探す旅に出た。先ずはタンガニーカ湖を発見、そして現地部族やライオンの襲撃など様々な困難に直面し、病に倒れたバートンを置いて前進したスピークは、ナイルの源流とおぼしき湖を発見して、ヴィクトリア湖と名付けるのだった。しかし、機材の破損で測量できなかったうえに、湖を周回して流出口を確認して来なかったスピークに対し、バートンはヴィクトリア湖が水源だとは断定できないと言う。
療養中のバートンに先んじてロンドンに戻ったスピークは、従弟から地理学協会で結果報告を発表するよう勧められる。共同発表を約束していたことから申し出を拒絶するスピークに対し、従弟はバートンが報告書で、ソマリアでのスピークの行動を臆病だと非難していたと吹き込むのだった。
　
怒りに任せてスピークは、手柄を独り占めするような報告を行い、以後、ナイルの源流調査の指揮を任せられるのだが、湖の周回には失敗し続ける。
一方、探検家としては干されていたバートンだが、妻イザベルとともに幸せな日々を送っていた。しかし、スピークの行動に怒りを隠せないイザベルに促されたバートンは、高名な探検家リビングストンの知遇を得て、ヴィクトリア湖がナイルの水源であるかどうか、地理学協会でスピークとの公開討論会に臨むことになる。
スピークは、報告書に関する従弟の嘘が分かった事で動揺する。そして討論会の前日、狩猟に行ったところで銃の暴発で死んでしまう。演壇でその知らせを受けたバートンは動揺し、その場を立ち去るのだった。
探検家としての名声を取り戻す機会を失い、外交官として任地へ立つ用意をしていたバートンのもとを、スピークの胸像の作成を依頼された彫刻家が訪ねて来て、スピークの顔立ちについて意見を求める。スピークのデスマスクと対面するバートン。かつての友人との悲しい和解だった。

## キャスト
- リチャード・フランシス・バートン：パトリック・バーギン（吹替：津嘉山正種）
- ジョン・ハニング・スピーク：イアン・グレン（吹替：安原義人）
- イザベル・アルンデル：フィオナ・ショウ（吹替：山田栄子）
- ローレンス・オリファント：リチャード・E・グラント（吹替：小川真司）
- ホートン卿：ピーター・ヴォーン（吹替：宮内幸平）
- マブルーキ：デルロイ・リンドー（吹替：池田勝）
- マーチソン卿：ジョン・サヴィデント（吹替：宮川洋一）
- オリファント卿：ジェームズ・ヴィリアーズ（吹替：大宮悌二）
- エドガー・パプワース：ロジャー・リース
- デイヴィッド・リヴィングストン：バーナード・ヒル

- テレビ放映：1992年2月23日 テレビ朝日「日曜洋画劇場」